# 25. Kongress der Vereinigten Staaten
Der 25. Kongress der Vereinigten Staaten, bestehend aus dem Repräsentantenhaus und dem Senat, war die Legislative der Vereinigten Staaten. Seine Legislaturperiode dauerte vom 4. März 1837 bis zum 4. März 1839. Alle Abgeordneten des Repräsentantenhauses sowie ein Drittel der Senatoren (Klasse III) waren im Jahr 1836 bei den Kongresswahlen gewählt worden. Dabei ergab sich in beiden Kammern eine Mehrheit für die Demokratische Partei, die mit Martin Van Buren auch den Präsidenten stellte. Der Whig Party, die erstmals seit ihrer Gründung im Kongress vertreten war, blieb nur die Rolle in der Opposition. Der Kongress tagte in der amerikanischen Bundeshauptstadt Washington, D.C. Die Vereinigten Staaten bestanden damals aus 26 Bundesstaaten. Die Sitzverteilung im Repräsentantenhaus basierte auf der Volkszählung von 1830.

## Wichtige Ereignisse
Siehe auch 1837 1838 und 1839
- 4. März 1837: Beginn der Legislaturperiode des 25. Kongresses. Gleichzeitig tritt Martin Van Buren sein neues Amt als US-Präsident an. Er löst Andrew Jackson ab.
- Während der gesamten Legislaturperiode gehen die Indianerkriege weiter. Siehe auch Pfad der Tränen.
- 10. Mai 1837: Beginn der Wirtschaftskrise von 1837 unter deren Folgen die USA noch einige Jahre zu leiden haben.
- 12. Juni 1838: Gründung des Iowa-Territoriums.
- 1838: Bei den Kongresswahlen verteidigen die Demokraten ihre Mehrheit in beiden Kongresskammern.

## Zusammensetzung nach Parteien

### Senat
- Demokratische Partei: 35
- Whig Party: 17
- Sonstige: 0
- Vakant: 0

Gesamt: 52 Stand am Ende der Legislaturperiode

### Repräsentantenhaus
- Demokratische Partei: 122
- Whig Party: 106
- Anti-Masonic: 7
- Nullifier: 6
- Unabhängig: 1

Gesamt: 242 Stand am Ende der Legislaturperiode
Außerdem gab es noch drei nicht stimmberechtigte Kongressdelegierte.

## Amtsträger

### Senat
- Präsident des Senats: Richard Mentor Johnson (D)
- Präsident pro tempore: William R. King (D)

### Repräsentantenhaus
- Sprecher des Repräsentantenhauses: James K. Polk (D)

## Senatsmitglieder
Im 25. Kongress vertraten folgende Senatoren ihre jeweiligen Bundesstaaten:
| Alabama - 2. William R. King (D) - 3. John McKinley (D) bis zum 22. April 1837 - Clement Comer Clay (D) ab dem 19. Juni 1837 Arkansas - 2. William Savin Fulton (D) - 3. Ambrose Hundley Sevier (D) Connecticut - 1. John Milton Niles (D) - 3. Perry Smith (D) Delaware - 1. Richard H. Bayard (W) - 2. Thomas Clayton (W) Georgia - 2. John Pendleton King (D) bis zum 1. November 1837 - Wilson Lumpkin (D) ab dem 22. November 1837 - 3. Alfred Cuthbert (D) Illinois - 2. John McCracken Robinson (D) - 3. Richard M. Young (D) Indiana - 1. John Tipton (D) - 3. Oliver H. Smith (W) Kentucky - 2. John J. Crittenden (W) - 3. Henry Clay (W) Louisiana - 2. Robert C. Nicholas (D) - 3. Alexander Mouton (D) Maine - 1. Reuel Williams (D) - 2. John Ruggles (D) Maryland - 1. Joseph Kent (W) bis zum 24. November 1837 - William Duhurst Merrick (W) ab dem 4. Januar 1838 - 3. John S. Spence (W) Massachusetts - 1. Daniel Webster (W) - 2. John Davis (W) Michigan - 1. Lucius Lyon (D) - 2. John Norvell (D) | Mississippi - 1. John Black (W) bis zum 22. Januar 1838 - James F. Trotter (D) Vom 22. Januar bis zum 10. Juli 1838 - Thomas Hickman Williams (D) ab dem 12. November 1838 - 2. Robert J. Walker (D) Missouri - 1. Thomas Hart Benton (D) - 3. Lewis F. Linn (D) New Hampshire - 2. Henry Hubbard (D) - 3. Franklin Pierce (D) New Jersey - 1. Samuel L. Southard (W) - 2. Garret D. Wall (D) New York - 1. Nathaniel Pitcher Tallmadge (D) - 3. Silas Wright (D) North Carolina - 2. Bedford Brown (D) - 3. Robert Strange (D) Ohio - 1. Thomas Morris (D) - 3. William Allen (D) Pennsylvania - 1. Samuel McKean (D) - 3. James Buchanan (D) Rhode Island - 1. Asher Robbins (W) - 2. Nehemiah R. Knight (W) South Carolina - 2. John C. Calhoun (D) - 3. William C. Preston (W) Tennessee - 1. Felix Grundy (D) bis zum 4. Juli 1838 - Ephraim Hubbard Foster (W) ab dem 17. September 1838 - 2. Hugh Lawson White (W) Vermont - 1. Benjamin Swift (W) - 3. Samuel Prentiss (W) Virginia - 1. William Cabell Rives (D) - 2. Richard E. Parker (D) bis zum 4. März 1837 - William H. Roane (D) ab dem 14. März 1837 |

## Mitglieder des Repräsentantenhauses
Folgende Kongressabgeordnete vertraten im 25. Kongress die Interessen ihrer jeweiligen Bundesstaaten:
| Alabama 5 Wahlbezirke - 1. Reuben Chapman (D) - 2. Joshua L. Martin (D) - 3. Joab Lawler (W) bis zum 8. Mai 1838 - George Whitfield Crabb (W) ab dem 4. September 1838 - 4. Dixon Hall Lewis (D) - 5. Francis Strother Lyon (W) Arkansas Staatsweite Wahl - Archibald Yell (D) Connecticut Alle Abgeordneten wurden staatsweit gewählt. - Isaac Toucey (D) - Samuel Ingham (D) - Elisha Haley (D) - Thomas T. Whittlesey (D) - Lancelot Phelps (D) - Orrin Holt (D) Delaware Staatsweite Wahl - John J. Milligan (W) Georgia Staatsweite Wahlen - Jesse Franklin Cleveland (D) - William Crosby Dawson (W) - Thomas Glascock (D) - Seaton Grantland (D) - Charles Eaton Haynes (D) - Hopkins Holsey (D) - Jabez Young Jackson (D) - George Welshman Owens (D) - George W. Towns (D) Illinois 3 Wahlbezirke - 1. Adam W. Snyder (D) - 2. Zadok Casey (D) - 3. William L. May (D) Indiana 7 Wahlbezirke - 1. Ratliff Boon (D) - 2. John Ewing (W) - 3. William Graham (W) - 4. George H. Dunn (W) - 5. James Rariden (W) - 6. William Herod (W) - 7. Albert Smith White (W) Kentucky 13 Wahlbezirke - 1. John Murray (D) - 2. Edward Rumsey (W) - 3. Joseph R. Underwood (W) - 4. Sherrod Williams (W) - 5. James Harlan (W) - 6. John Calhoon (W) - 7. John Pope (W) - 8. William J. Graves (W) - 9. John White (W) - 10. Richard Hawes (W) - 11. Richard Menefee (W) - 12. John Chambers (W) - 13. William Wright Southgate (W) Louisiana 3 Wahlbezirke - 1. Henry Johnson (W) - 2. Eleazer Wheelock Ripley (D) bis zum 2. März 1839 - 3. Rice Garland (W) Maine 8 Wahlbezirke - 1. John Fairfield (D) - 2. Francis Smith (D) - 3. Jonathan Cilley (D) bis zum 24. Februar 1838 - Edward Robinson (W) ab dem 28. April 1838 - 4. George Evans (W) - 5. Timothy J. Carter (D) bis zum 14. März 1838 - Virgil D. Parris (D) ab dem 29. Mai 1838 - 6. Hugh J. Anderson (D) - 7. Joseph C. Noyes (W) - 8. Thomas Davee (D) Maryland 7 Wahlbezirke. Der 4. Wahlkreis stellte zwei Abgeordnete - 1. John Dennis (W) - 2. James Pearce (W) - 3. John Worthington (D) - 4A. Benjamin Chew Howard (D) - 4B. Isaac McKim (D) bis zum 1. April 1838 - John P. Kennedy (W) ab dem 25. April 1838 - 5. William Cost Johnson (W) - 6. Francis Thomas (D) - 8. Daniel Jenifer (W) Massachusetts 12 Wahlbezirke - 1. Richard Fletcher (W) - 2. Stephen C. Phillips (W) bis zum 28. September 1838 - Leverett Saltonstall (W) ab dem 25. Dez. 1838 - 3. Caleb Cushing (W) - 4. William Parmenter (D) - 5. Levi Lincoln Jr. (W) - 6. George Grennell (W) - 7. George N. Briggs (W) - 8. William B. Calhoun (W) - 9. William Soden Hastings (W) - 10. Nathaniel B. Borden (D) - 11. John Reed (W) - 12. John Quincy Adams (W) Michigan Staatsweite Wahl - Isaac E. Crary (D) Mississippi Staatsweite Wahlen - John Claiborne (D) bis zum 5. Februar 1838 - Seargent Smith Prentiss (W) ab dem 30. Mai 1838 - Samuel Jameson Gholson (D) bis zum 5. Februar 1838 - Thomas J. Word (W) ab dem 30. Mai 1838 Missouri Staatsweite Wahlen - Albert Galliton Harrison (D) - John Miller (D) New Hampshire Alle Abgeordneten wurden staatsweit gewählt. - Charles G. Atherton (D) - Samuel Cushman (D) - James Farrington (D) - Jared W. Williams (D) - Joseph Weeks (D) New Jersey Alle Abgeordneten wurden staatsweit gewählt - John Bancker Aycrigg (W) - William Halstead (W) - John Maxwell (W) - Joseph Fitz Randolph (W) - Charles C. Stratton (W) - Thomas J. Yorke (W) New York 33 Wahlbezirke. Der 3. Wahlbezirk stellte vier Abgeordnete und der 8. 17. 22. und 23. jeweils zwei. - 1. Thomas B. Jackson (D) - 2. Abraham Vanderveer (D) - 3A. Churchill C. Cambreleng (D) - 3B. Edward Curtis (W) - 3C. Josiah Hoffman (W) - 3D. Ely Moore (D) - 4. Gouverneur Kemble (D) - 5. Obadiah Titus (D) - 6. Nathaniel Jones (D) - 7. John C. Brodhead (D) - 8A. Robert McClellan (D) - 8B. Zadock Pratt (D) - 9. Henry Vail (D) - 10. Albert Gallup (D) - 11. John I. De Graff (D) - 12. David Abel Russell (W) - 13. John Palmer (D) - 14. James B. Spencer (D) - 15. John Edwards (D) - 16. Arphaxed Loomis (D) - 17A. Henry A. Foster (D) - 17B. Abraham P. Grant (D) - 18. Isaac H. Bronson (D) - 19. John Holmes Prentiss (D) - 20. Amasa J. Parker (D) - 21. John C. Clark (D) - 22A. Andrew DeWitt Bruyn (D) bis zum 27. Juli 1838 - Cyrus Beers (D) ab dem 3. Dezember 1838 - 22B. Hiram Gray (D) - 23A. Bennet Bicknell (D) - 23B. William Taylor (D) - 24. William H. Noble (D) - 25. Samuel Birdsall (D) - 26. Mark H. Sibley (W) - 27. John T. Andrews (D) - 28. Timothy Childs (W) - 29. William Patterson (W) bis zum 14. August 1838 - Harvey Putnam (W) ab dem 7. November 1838 - 30. Luther C. Peck (W) - 31. Richard P. Marvin (W) - 32. Millard Fillmore (W) - 33. Charles F. Mitchell (W) | North Carolina 13 Wahlbezirke - 1. Samuel Tredwell Sawyer (W) - 2. Jesse Atherton Bynum (D) - 3. Edward Stanly (W) - 4. Charles Biddle Shepard (W) - 5. James Iver McKay (D) - 6. Micajah Thomas Hawkins (D) - 7. Edmund Deberry (W) - 8. William Montgomery (D) - 9. Augustine Henry Shepperd (W) - 10. Abraham Rencher (W) - 11. Henry William Connor (D) - 12. James Graham (W) - 13. Lewis Williams (W) Ohio 19 Wahlbezirke - 1. Alexander Duncan (D) - 2. Taylor Webster (D) - 3. Patrick Gaines Goode (W) - 4. Thomas Corwin (W) - 5. Thomas L. Hamer (D) - 6. Calvary Morris (W) - 7. William K. Bond (W) - 8. Joseph Ridgway (W) - 9. John Chaney (D) - 10. Samson Mason (W) - 11. James Alexander (W) - 12. Alexander Harper (W) - 13. Daniel Parkhurst Leadbetter (D) - 14. William H. Hunter (D) - 15. John W. Allen (W) - 16. Elisha Whittlesey (W) bis zum 9. Juli 1838 - Joshua Reed Giddings (W) ab dem 3. Dezember 1838 - 17. Andrew W. Loomis (W) bis zum 20. Oktober 1837 - Charles D. Coffin (W) ab dem 20. Dezember 1837 - 18. Matthias Shepler (D) - 19. Daniel Kilgore (D) bis zum 4. Juli 1838 - Henry Swearingen (D) ab dem 3. Dezember 1838 Pennsylvania 25 Wahlbezirke. Der 2. Wahlbezirk stellte Abgeordnete und der 4. drei. - 1. Lemuel Paynter (D) - 2A. John Sergeant (W) - 2B. George Washington Toland (W) - 3. Francis Jacob Harper (D) bis zum 18. März 1837 - Charles Naylor (W) ab dem 29. Juni 1837 - 4A. Edward Darlington (AM) - 4B. Edward Davies (AM) - 4C. David Potts (AM) - 5. Jacob Fry (D) - 6. Mathias Morris (W) - 7. David Douglas Wagener (D) - 8. Edward Burd Hubley (D) - 9. Henry A. P. Muhlenberg (D) bis zum 9. Februar 1838 - George May Keim (D) ab dem 17. März 1838 - 10. Luther Reily (D) - 11. Henry Logan (D) - 12. Daniel Sheffer (D) - 13. Charles McClure (D) - 14. William Wilson Potter (D) - 15. David Petrikin (D) - 16. Robert Hanna Hammond (D) - 17. Samuel Wells Morris (D) - 18. Charles Ogle (AM) - 19. John Klingensmith (D) - 20. Andrew Buchanan (D) - 21. Thomas McKennan (AM) - 22. Richard Biddle (AM) - 23. William Beatty (D) - 24. Thomas Henry (AM) - 25. Arnold Plumer (D) Rhode Island Alle Abgeordneten wurden staatsweit gewählt. - Robert B. Cranston (W) - Joseph L. Tillinghast (W) South Carolina 9 Wahlbezirke - 1. Hugh S. Legaré (D) - 2. Robert Rhett (N) = Nullifier - 3. John Campbell (N) - 4. Franklin H. Elmore (N) - 5. Francis Wilkinson Pickens (N) - 6. Waddy Thompson (W) - 7. William K. Clowney (N) - 8. John Richardson (D) - 9. John K. Griffin (N) Tennessee 13 Wahlbezirke - 1. William Blount Carter (W) - 2. Abraham McClellan (D) - 3. Joseph Lanier Williams (W) - 4. James Israel Standifer (W) bis zum 20. August 1837 - William Stone ab dem 14. September 1837 - 5. Hopkins L. Turney (D) - 6. William B. Campbell (W) - 7. John Bell (W) - 8. Abram Poindexter Maury (W) - 9. James K. Polk (D) - 10. Ebenezer J. Shields (W) - 11. Richard Cheatham (W) - 12. John Wesley Crockett (W) - 13. Christopher Harris Williams (W) Vermont 5 Wahlbezirke - 1. Hiland Hall (W) - 2. William Slade (W) - 3. Horace Everett (W) - 4. Heman Allen (W) - 5. Isaac Fletcher (D) Virginia 21 Wahlbezirke - 1. Francis Mallory (W) - 2. Francis E. Rives (D) - 3. John Winston Jones (D) - 4. George Dromgoole (D) - 5. James Bouldin (D) - 6. Walter Coles (D) - 7. Archibald Stuart (D) - 8. Henry A. Wise (W) - 9. Robert Hunter (W) - 10. John Taliaferro (W) - 11. John Robertson (W) - 12. James Garland (D) - 13. John M. Patton (D) bis zum 7. April 1838 - Linn Banks (D) ab dem 28. April 1838 - 14. Charles F. Mercer (W) - 15. James Murray Mason (D) - 16. Isaac S. Pennybacker (D) - 17. Robert Craig (D) - 18. George Washington Hopkins (D) - 19. Andrew Beirne (D) - 20. Joseph Johnson (D) - 21. William S. Morgan (D) |

Nicht stimmberechtigte Mitglieder im Repräsentantenhaus:
- Florida-Territorium: Charles Downing
- Iowa-Territorium: William W. Chapman (D) ab dem 10. September 1838
- Wisconsin-Territorium: George W. Jones (D) bis zum 14. Januar 1839, dann James Duane Doty (D)